# James Higgins (cầu thủ bóng đá)
James Higgins (1874 – sau 1899) là một cầu thủ bóng đá người Anh thi đấu ở Football League cho Small Heath. Sinh ra ở Cradley Heath, Staffordshire, Higgins chơi bóng tại địa phương cho Stourbridge trước khi gia nhập Small Heath năm 1897. Là một tiền đạo trung tâm, ông có màn ra mắt ở Second Division vào ngày 2 tháng 4 năm 1898 trong chiến thắng 2–1 trước Luton Town. Ông giữ được vị trí trong 5 trận còn lại của mùa giải 1897–98, và ghi được 3 bàn, nhưng khi câu lạc bộ đem về Bob McRoberts ông quyết định về lại bóng đá non-league.